# SN 1999gx
SN 1999gx – supernowa typu Ia odkryta 7 września 1999 roku w galaktyce A003415+0004. W momencie odkrycia miała maksymalną jasność 23,30m.